# Varasj
Varasj (ukrainsk: Вараш), fra 1977 til 2016 Kuznetsovsk (ukrainsk: Кузнецо́вськ), er en by i Rivne oblast, Ukraine. Varasj er administrativt en by af regional betydning.
Byen havde i 2021 en befolkning på omkring 42.126 personer.

## Historie
Den første skriftlige omtale af Varash er dateret tilbage til 1577 som Zimie Ruskie . En moderne bylignende bebyggelse blev startet i 1973 for medarbejdere ved Rivne atomkraftværk. Den nye by blev opkaldt til ære for den sovjetiske efterretningsagent, Nikolai Kuznetsov. Byens plan afspejler idealerne fra den sene socialistisk realisme. En del af byen ligger på det sted, hvor den tidligere landsby Varash lå, som blev grundlagt i 1776. Nu er det en af byens distrikter.
Den 19. maj 2016 vedtog Verkhovna Rada beslutning om at omdøbe Kuznetsovsk til Varash og rette sig efter loven om afkommunisering i Ukraine.

## Geografi
Varash ligger i Volhynien (Polesien) i den nordlige del af Rivne oblast. Den ligger ved Styr-floden, som er en biflod til Pripjat mellem Volodymyrets rajon (Rivne oblast) og Manevychi raon. (Volyn oblast).